# Cashelor Fort
Cashelor Fort befindet sich auf einem kleinen Hügel außerhalb der Ortschaft Ballintogher, südlich des Lough Gill im County Sligo in Irland. Der Name wird vom irischen Caiseal Óir abgeleitet, das mit „goldenes Fort“ übersetzt werden kann.
Das ovale, West-Ost orientierte Dun hat 23 auf 16 m Durchmesser mit einer 3 m dicken Mauer, die mit 2,4 m ungewöhnlich hoch ist. Teile der Mauerbasis ragen wegen der Steilheit des Hügels zur Stabilisierung der Mauer heraus. Der 1,2 m breite Zugang befindet sich an der Nordostseite und ist teilweise durch umgestürzte Steine blockiert. Eine Rampe scheint von einem leicht erhöhten Bereich hinauf zum Zugang zu führen. Zwei große Steinplatten liegen in der Mitte des Innenraumes.
Ein Bericht von 1891 spricht von einem Souterrain in der Mauer, das offenbar zum Grund des Hügels und zu einem Raum mit einer Reihe von Skeletten außerhalb des Cashel führte.